# 1554
Portal Geschichte | Portal Biografien | Aktuelle Ereignisse | Jahreskalender | Tagesartikel

◄ |
15. Jahrhundert |
16. Jahrhundert
| 17. Jahrhundert | ►

◄ |
1520er |
1530er |
1540er |
1550er
| 1560er | 1570er | 1580er | ►

◄◄ |
◄ |
1550 |
1551 |
1552 |
1553 |
1554
| 1555 | 1556 | 1557 | 1558 | ► | ►►
Staatsoberhäupter  · Nekrolog   · Musikjahr
| Januar | Januar | Januar | Januar | Januar | Januar | Januar | Januar |
| Kw     | Mo     | Di     | Mi     | Do     | Fr     | Sa     | So     |
| 1      | 1      | 2      | 3      | 4      | 5      | 6      | 7      |
| 2      | 8      | 9      | 10     | 11     | 12     | 13     | 14     |
| 3      | 15     | 16     | 17     | 18     | 19     | 20     | 21     |
| 4      | 22     | 23     | 24     | 25     | 26     | 27     | 28     |
| 5      | 29     | 30     | 31     |        |        |        |        |
| ------ | ------ | ------ | ------ | ------ | ------ | ------ | ------ |

| Februar | Februar | Februar | Februar | Februar | Februar | Februar | Februar |
| Kw      | Mo      | Di      | Mi      | Do      | Fr      | Sa      | So      |
| 5       |         |         |         | 1       | 2       | 3       | 4       |
| 6       | 5       | 6       | 7       | 8       | 9       | 10      | 11      |
| 7       | 12      | 13      | 14      | 15      | 16      | 17      | 18      |
| 8       | 19      | 20      | 21      | 22      | 23      | 24      | 25      |
| 9       | 26      | 27      | 28      |         |         |         |         |
| ------- | ------- | ------- | ------- | ------- | ------- | ------- | ------- |

| März | März | März | März | März | März | März | März |
| Kw   | Mo   | Di   | Mi   | Do   | Fr   | Sa   | So   |
| 9    |      |      |      | 1    | 2    | 3    | 4    |
| 10   | 5    | 6    | 7    | 8    | 9    | 10   | 11   |
| 11   | 12   | 13   | 14   | 15   | 16   | 17   | 18   |
| 12   | 19   | 20   | 21   | 22   | 23   | 24   | 25   |
| 13   | 26   | 27   | 28   | 29   | 30   | 31   |      |
| ---- | ---- | ---- | ---- | ---- | ---- | ---- | ---- |

| April | April | April | April | April | April | April | April |
| Kw    | Mo    | Di    | Mi    | Do    | Fr    | Sa    | So    |
| 13    |       |       |       |       |       |       | 1     |
| 14    | 2     | 3     | 4     | 5     | 6     | 7     | 8     |
| 15    | 9     | 10    | 11    | 12    | 13    | 14    | 15    |
| 16    | 16    | 17    | 18    | 19    | 20    | 21    | 22    |
| 17    | 23    | 24    | 25    | 26    | 27    | 28    | 29    |
| 18    | 30    |       |       |       |       |       |       |
| ----- | ----- | ----- | ----- | ----- | ----- | ----- | ----- |

| Mai | Mai | Mai | Mai | Mai | Mai | Mai | Mai |
| Kw  | Mo  | Di  | Mi  | Do  | Fr  | Sa  | So  |
| 18  |     | 1   | 2   | 3   | 4   | 5   | 6   |
| 19  | 7   | 8   | 9   | 10  | 11  | 12  | 13  |
| 20  | 14  | 15  | 16  | 17  | 18  | 19  | 20  |
| 21  | 21  | 22  | 23  | 24  | 25  | 26  | 27  |
| 22  | 28  | 29  | 30  | 31  |     |     |     |
| --- | --- | --- | --- | --- | --- | --- | --- |

| Juni | Juni | Juni | Juni | Juni | Juni | Juni | Juni |
| Kw   | Mo   | Di   | Mi   | Do   | Fr   | Sa   | So   |
| 22   |      |      |      |      | 1    | 2    | 3    |
| 23   | 4    | 5    | 6    | 7    | 8    | 9    | 10   |
| 24   | 11   | 12   | 13   | 14   | 15   | 16   | 17   |
| 25   | 18   | 19   | 20   | 21   | 22   | 23   | 24   |
| 26   | 25   | 26   | 27   | 28   | 29   | 30   |      |
| ---- | ---- | ---- | ---- | ---- | ---- | ---- | ---- |

| Juli | Juli | Juli | Juli | Juli | Juli | Juli | Juli |
| Kw   | Mo   | Di   | Mi   | Do   | Fr   | Sa   | So   |
| 26   |      |      |      |      |      |      | 1    |
| 27   | 2    | 3    | 4    | 5    | 6    | 7    | 8    |
| 28   | 9    | 10   | 11   | 12   | 13   | 14   | 15   |
| 29   | 16   | 17   | 18   | 19   | 20   | 21   | 22   |
| 30   | 23   | 24   | 25   | 26   | 27   | 28   | 29   |
| 31   | 30   | 31   |      |      |      |      |      |
| ---- | ---- | ---- | ---- | ---- | ---- | ---- | ---- |

| August | August | August | August | August | August | August | August |
| Kw     | Mo     | Di     | Mi     | Do     | Fr     | Sa     | So     |
| 31     |        |        | 1      | 2      | 3      | 4      | 5      |
| 32     | 6      | 7      | 8      | 9      | 10     | 11     | 12     |
| 33     | 13     | 14     | 15     | 16     | 17     | 18     | 19     |
| 34     | 20     | 21     | 22     | 23     | 24     | 25     | 26     |
| 35     | 27     | 28     | 29     | 30     | 31     |        |        |
| ------ | ------ | ------ | ------ | ------ | ------ | ------ | ------ |

| September | September | September | September | September | September | September | September |
| Kw        | Mo        | Di        | Mi        | Do        | Fr        | Sa        | So        |
| 35        |           |           |           |           |           | 1         | 2         |
| 36        | 3         | 4         | 5         | 6         | 7         | 8         | 9         |
| 37        | 10        | 11        | 12        | 13        | 14        | 15        | 16        |
| 38        | 17        | 18        | 19        | 20        | 21        | 22        | 23        |
| 39        | 24        | 25        | 26        | 27        | 28        | 29        | 30        |
| --------- | --------- | --------- | --------- | --------- | --------- | --------- | --------- |

| Oktober | Oktober | Oktober | Oktober | Oktober | Oktober | Oktober | Oktober |
| Kw      | Mo      | Di      | Mi      | Do      | Fr      | Sa      | So      |
| 40      | 1       | 2       | 3       | 4       | 5       | 6       | 7       |
| 41      | 8       | 9       | 10      | 11      | 12      | 13      | 14      |
| 42      | 15      | 16      | 17      | 18      | 19      | 20      | 21      |
| 43      | 22      | 23      | 24      | 25      | 26      | 27      | 28      |
| 44      | 29      | 30      | 31      |         |         |         |         |
| ------- | ------- | ------- | ------- | ------- | ------- | ------- | ------- |

| November | November | November | November | November | November | November | November |
| Kw       | Mo       | Di       | Mi       | Do       | Fr       | Sa       | So       |
| 44       |          |          |          | 1        | 2        | 3        | 4        |
| 45       | 5        | 6        | 7        | 8        | 9        | 10       | 11       |
| 46       | 12       | 13       | 14       | 15       | 16       | 17       | 18       |
| 47       | 19       | 20       | 21       | 22       | 23       | 24       | 25       |
| 48       | 26       | 27       | 28       | 29       | 30       |          |          |
| -------- | -------- | -------- | -------- | -------- | -------- | -------- | -------- |

| Dezember | Dezember | Dezember | Dezember | Dezember | Dezember | Dezember | Dezember |
| Kw       | Mo       | Di       | Mi       | Do       | Fr       | Sa       | So       |
| 48       |          |          |          |          |          | 1        | 2        |
| 49       | 3        | 4        | 5        | 6        | 7        | 8        | 9        |
| 50       | 10       | 11       | 12       | 13       | 14       | 15       | 16       |
| 51       | 17       | 18       | 19       | 20       | 21       | 22       | 23       |
| 52       | 24       | 25       | 26       | 27       | 28       | 29       | 30       |
| 1        | 31       |          |          |          |          |          |          |
| -------- | -------- | -------- | -------- | -------- | -------- | -------- | -------- |

| Januar | Januar | Januar | Januar | Januar | Januar | Januar | Januar |
| Kw     | Mo     | Di     | Mi     | Do     | Fr     | Sa     | So     |
| 1      | 1      | 2      | 3      | 4      | 5      | 6      | 7      |
| 2      | 8      | 9      | 10     | 11     | 12     | 13     | 14     |
| 3      | 15     | 16     | 17     | 18     | 19     | 20     | 21     |
| 4      | 22     | 23     | 24     | 25     | 26     | 27     | 28     |
| 5      | 29     | 30     | 31     |        |        |        |        |
| ------ | ------ | ------ | ------ | ------ | ------ | ------ | ------ |

| Februar | Februar | Februar | Februar | Februar | Februar | Februar | Februar |
| Kw      | Mo      | Di      | Mi      | Do      | Fr      | Sa      | So      |
| 5       |         |         |         | 1       | 2       | 3       | 4       |
| 6       | 5       | 6       | 7       | 8       | 9       | 10      | 11      |
| 7       | 12      | 13      | 14      | 15      | 16      | 17      | 18      |
| 8       | 19      | 20      | 21      | 22      | 23      | 24      | 25      |
| 9       | 26      | 27      | 28      |         |         |         |         |
| ------- | ------- | ------- | ------- | ------- | ------- | ------- | ------- |

| März | März | März | März | März | März | März | März |
| Kw   | Mo   | Di   | Mi   | Do   | Fr   | Sa   | So   |
| 9    |      |      |      | 1    | 2    | 3    | 4    |
| 10   | 5    | 6    | 7    | 8    | 9    | 10   | 11   |
| 11   | 12   | 13   | 14   | 15   | 16   | 17   | 18   |
| 12   | 19   | 20   | 21   | 22   | 23   | 24   | 25   |
| 13   | 26   | 27   | 28   | 29   | 30   | 31   |      |
| ---- | ---- | ---- | ---- | ---- | ---- | ---- | ---- |

| April | April | April | April | April | April | April | April |
| Kw    | Mo    | Di    | Mi    | Do    | Fr    | Sa    | So    |
| 13    |       |       |       |       |       |       | 1     |
| 14    | 2     | 3     | 4     | 5     | 6     | 7     | 8     |
| 15    | 9     | 10    | 11    | 12    | 13    | 14    | 15    |
| 16    | 16    | 17    | 18    | 19    | 20    | 21    | 22    |
| 17    | 23    | 24    | 25    | 26    | 27    | 28    | 29    |
| 18    | 30    |       |       |       |       |       |       |
| ----- | ----- | ----- | ----- | ----- | ----- | ----- | ----- |

| Mai | Mai | Mai | Mai | Mai | Mai | Mai | Mai |
| Kw  | Mo  | Di  | Mi  | Do  | Fr  | Sa  | So  |
| 18  |     | 1   | 2   | 3   | 4   | 5   | 6   |
| 19  | 7   | 8   | 9   | 10  | 11  | 12  | 13  |
| 20  | 14  | 15  | 16  | 17  | 18  | 19  | 20  |
| 21  | 21  | 22  | 23  | 24  | 25  | 26  | 27  |
| 22  | 28  | 29  | 30  | 31  |     |     |     |
| --- | --- | --- | --- | --- | --- | --- | --- |

| Juni | Juni | Juni | Juni | Juni | Juni | Juni | Juni |
| Kw   | Mo   | Di   | Mi   | Do   | Fr   | Sa   | So   |
| 22   |      |      |      |      | 1    | 2    | 3    |
| 23   | 4    | 5    | 6    | 7    | 8    | 9    | 10   |
| 24   | 11   | 12   | 13   | 14   | 15   | 16   | 17   |
| 25   | 18   | 19   | 20   | 21   | 22   | 23   | 24   |
| 26   | 25   | 26   | 27   | 28   | 29   | 30   |      |
| ---- | ---- | ---- | ---- | ---- | ---- | ---- | ---- |

| Juli | Juli | Juli | Juli | Juli | Juli | Juli | Juli |
| Kw   | Mo   | Di   | Mi   | Do   | Fr   | Sa   | So   |
| 26   |      |      |      |      |      |      | 1    |
| 27   | 2    | 3    | 4    | 5    | 6    | 7    | 8    |
| 28   | 9    | 10   | 11   | 12   | 13   | 14   | 15   |
| 29   | 16   | 17   | 18   | 19   | 20   | 21   | 22   |
| 30   | 23   | 24   | 25   | 26   | 27   | 28   | 29   |
| 31   | 30   | 31   |      |      |      |      |      |
| ---- | ---- | ---- | ---- | ---- | ---- | ---- | ---- |

| August | August | August | August | August | August | August | August |
| Kw     | Mo     | Di     | Mi     | Do     | Fr     | Sa     | So     |
| 31     |        |        | 1      | 2      | 3      | 4      | 5      |
| 32     | 6      | 7      | 8      | 9      | 10     | 11     | 12     |
| 33     | 13     | 14     | 15     | 16     | 17     | 18     | 19     |
| 34     | 20     | 21     | 22     | 23     | 24     | 25     | 26     |
| 35     | 27     | 28     | 29     | 30     | 31     |        |        |
| ------ | ------ | ------ | ------ | ------ | ------ | ------ | ------ |

| September | September | September | September | September | September | September | September |
| Kw        | Mo        | Di        | Mi        | Do        | Fr        | Sa        | So        |
| 35        |           |           |           |           |           | 1         | 2         |
| 36        | 3         | 4         | 5         | 6         | 7         | 8         | 9         |
| 37        | 10        | 11        | 12        | 13        | 14        | 15        | 16        |
| 38        | 17        | 18        | 19        | 20        | 21        | 22        | 23        |
| 39        | 24        | 25        | 26        | 27        | 28        | 29        | 30        |
| --------- | --------- | --------- | --------- | --------- | --------- | --------- | --------- |

| Oktober | Oktober | Oktober | Oktober | Oktober | Oktober | Oktober | Oktober |
| Kw      | Mo      | Di      | Mi      | Do      | Fr      | Sa      | So      |
| 40      | 1       | 2       | 3       | 4       | 5       | 6       | 7       |
| 41      | 8       | 9       | 10      | 11      | 12      | 13      | 14      |
| 42      | 15      | 16      | 17      | 18      | 19      | 20      | 21      |
| 43      | 22      | 23      | 24      | 25      | 26      | 27      | 28      |
| 44      | 29      | 30      | 31      |         |         |         |         |
| ------- | ------- | ------- | ------- | ------- | ------- | ------- | ------- |

| November | November | November | November | November | November | November | November |
| Kw       | Mo       | Di       | Mi       | Do       | Fr       | Sa       | So       |
| 44       |          |          |          | 1        | 2        | 3        | 4        |
| 45       | 5        | 6        | 7        | 8        | 9        | 10       | 11       |
| 46       | 12       | 13       | 14       | 15       | 16       | 17       | 18       |
| 47       | 19       | 20       | 21       | 22       | 23       | 24       | 25       |
| 48       | 26       | 27       | 28       | 29       | 30       |          |          |
| -------- | -------- | -------- | -------- | -------- | -------- | -------- | -------- |

| Dezember | Dezember | Dezember | Dezember | Dezember | Dezember | Dezember | Dezember |
| Kw       | Mo       | Di       | Mi       | Do       | Fr       | Sa       | So       |
| 48       |          |          |          |          |          | 1        | 2        |
| 49       | 3        | 4        | 5        | 6        | 7        | 8        | 9        |
| 50       | 10       | 11       | 12       | 13       | 14       | 15       | 16       |
| 51       | 17       | 18       | 19       | 20       | 21       | 22       | 23       |
| 52       | 24       | 25       | 26       | 27       | 28       | 29       | 30       |
| 1        | 31       |          |          |          |          |          |          |
| -------- | -------- | -------- | -------- | -------- | -------- | -------- | -------- |

## Ereignisse

### Politik und Weltgeschehen

#### Heiliges Römisches Reich
- Der Naumburger Vertrag vom 24. Februar zwischen Kurfürst August I. von Sachsen und den sächsischen Herzögen Johann Friedrich II. der Mittlere, Johann Wilhelm und Johann Friedrich III. regelte die Aufteilung der Länder des Gesamthauses Wettin auf die beiden Linien der Albertiner und Ernestiner neu.
- 25. Februar: Aus Misstrauen gegenüber seinem Sohn Maximilian, der Sympathien für den Protestantismus erkennen lässt, erlässt der österreichische Erzherzog Ferdinand I. die Ferdinandeische Hausordnung, mit der die habsburgischen Erblande unter seinen Söhnen Maximilian, Ferdinand und Karl aufgeteilt werden.
- Die Stadt Schweinfurt in Franken wird im sogenannten Markgräfler Krieg zum zweiten Mal in ihrer Geschichte zerstört.

#### England / Spanien
- Januar: Nachdem Hochzeitspläne Maria I. von England mit Philipp von Spanien publik werden, sammelt Thomas Wyatt Truppen, um entweder die im Tower of London inhaftierte Jane Grey neuerlich auf den Thron zu bringen oder Edward Courtenay, 1. Earl of Devon, nach einer Heirat mit Elisabeth, der jüngeren Tochter Heinrichs VIII., zum englischen König zu machen. Die Armee wird vor den Toren Londons besiegt, die Verschwörer gefangen genommen.
- 12. Februar: Lady Jane Grey wird nach der Aufdeckung der Wyatt-Verschwörung ebenso wie ihr Mann Guilford Dudley und ihr Vater Henry Grey, 1. Herzog von Suffolk, hingerichtet.
- 25. Juli: Hochzeit zwischen Königin Maria I. von England und dem späteren König Philipp II. von Spanien in Winchester. Durch die Heirat soll die Rekatholisierung in England vorangetrieben werden.

#### Schottland

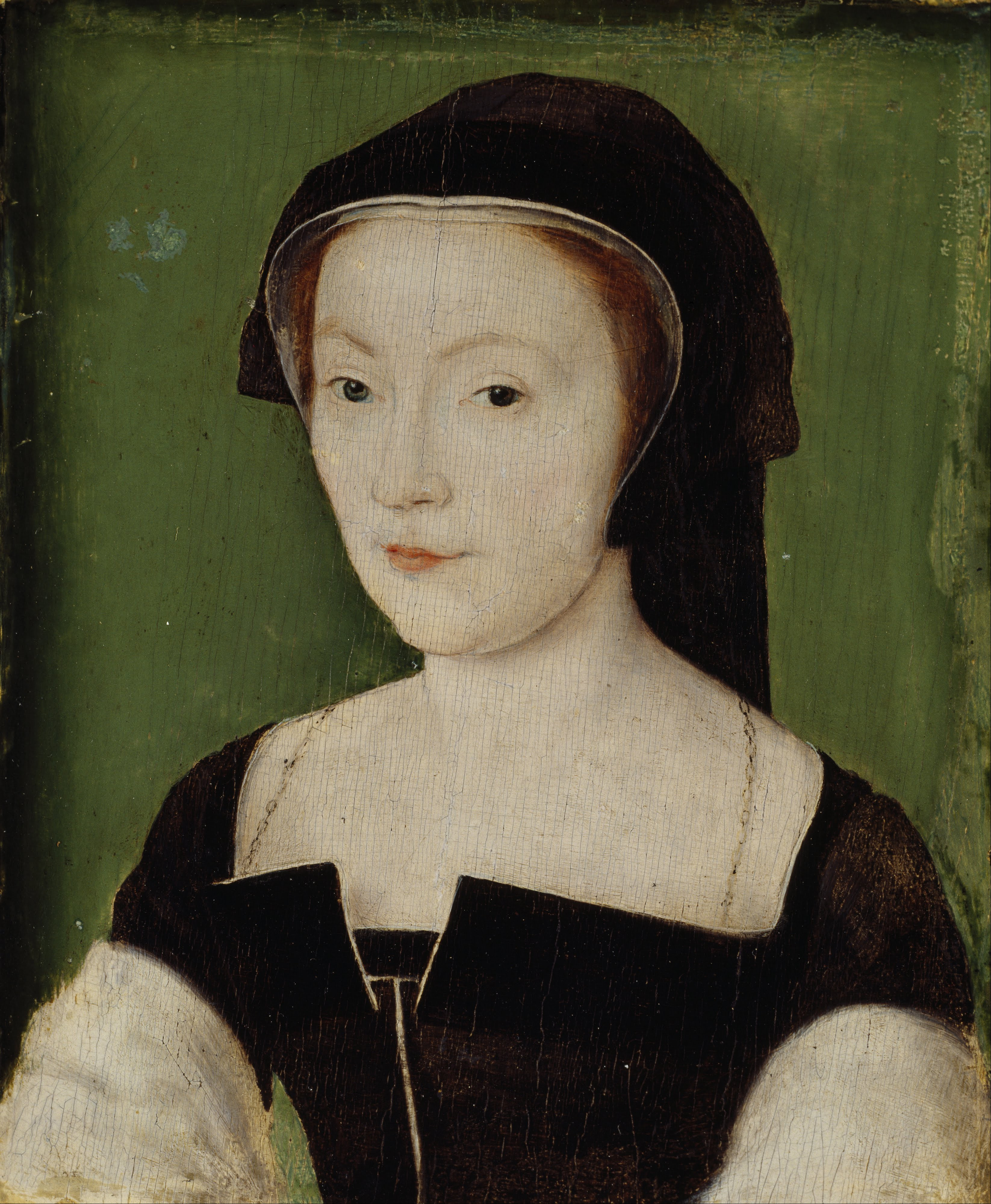
Marie de Guise

- April: Königinmutter Marie de Guise zwingt James Hamilton, 2. Earl of Arran, der seit 1543 die Regentschaft für die minderjährige Maria Stuart in Schottland geführt hat, zur Abdankung, und übernimmt selbst die Regentschaft für ihre Tochter.

#### Amerikanische Kolonien
- 25. Januar: Die Missionare Manuel da Nobrega und José de Anchieta gründen in Brasilien anlässlich des Festes von Pauli Bekehrung ein Jesuitenkolleg, aus dem sich mit den Jahren die Stadt São Paulo entwickelt.

### Wissenschaft und Technik
- Giovanni Battista Benedetti veröffentlicht in Venedig das Werk Demonstratio proportionum motuum localium contra Aristotilem et omnes philosophos, in dem er mit einem Gedankenexperiment die irrige Hypothese des Aristoteles widerlegt, dass verschieden schwere Körper verschieden schnell fallen.
- Heinrich von Witzleben gründet die Klosterschule Roßleben im Augustinerkloster bei Roßleben.
- Der englische Offizier Hugh Willoughby kommt mit seiner gesamten Expedition auf der Suche nach der Nordostpassage ums Leben.
- Schwazer Bergbuch, illuminierte Handschrift, eine frühneuzeitliche Sammlung bergbaukundlicher Texte zur Vorbereitung einer als „Bergsynode“ (1557) bezeichneten Versammlung der am Tiroler Bergbau Beteiligten.

### Kultur
- 1. Februar: Die Gründung der Dülkener Narrenakademie erfolgt aus Spott über die Geistlichkeit und die übertriebene Wichtigkeit der Gelehrten. Ab 1556 ist die Narrenmühle in Dülken Sitz der Narrenakademie.
- In Straßburg erscheint der Roman Jungen Knaben Spiegel. Ein schön Kurzwyligs Büchlein, Von zweyen Jungen Knaben, Einer eines Ritters, Der ander eines bauwren Son von Jörg Wickram.
- In Konstantinopel eröffnet – gegen den Widerstand des islamischen Klerus – das erste europäische Kaffeehaus.

### Katastrophen
- Eindhoven wird Opfer eines großen Brandes.
- Eine Flotte spanischer Galeonen sinkt in einem Sturm bei den Florida Keys vor der Küste Floridas.

## Geboren

### Geburtsdatum gesichert
- 1. Januar: Ludwig, Herzog von Württemberg († 1593)
- 9. Januar: Alessandro Ludovisi, Papst unter dem Namen Gregor XV. († 1623)
- 20. Januar: Sebastian I., König von Portugal aus dem Hause Avis († 1578)
- 27. Februar: Giovanni Battista Paggi, italienischer Kunstschriftsteller und Maler († 1627)

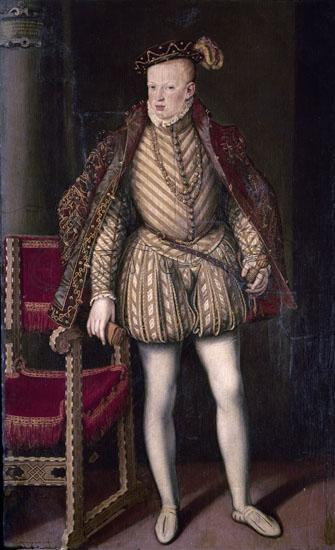
Sebastian im Alter von 11 Jahren

- 12. März: Johannes Andreae, deutscher Pfarrer und Theologe († 1601)
- 22. März: Catherine de Parthenay, französische Mathematikerin († 1631)
- 26. März: Charles II. de Lorraine, Herzog von Mayenne († 1611)
- 27. März: Eberhard Bronchorst, niederländischer Rechtswissenschaftler († 1627)
- 28. März: Iwan Iwanowitsch, russischer Thronfolger († 1581)
- 15. April: Simon VI., Graf zur Lippe († 1613)
- 5. Juni: Benedetto Giustiniani, genuesischer Patrizier und Kardinal der Römischen Kirche († 1621)

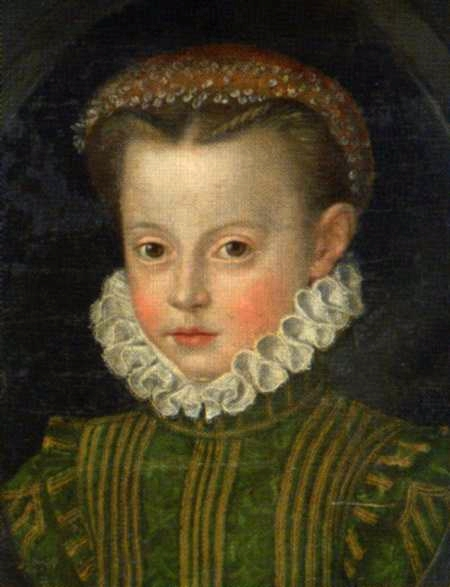
Erzherzogin Elisabeth von Österreich als Kind

- 5. Juli: Elisabeth von Österreich, Königin von Frankreich († 1592)
- 22. August: Eleonora von Zimmern, deutsche Adelige († 1606)
- 1. Oktober: Leonhardus Lessius, jesuitischer Moraltheologe († 1623)
- 3. Oktober: Fulke Greville, 1. Baron Brooke, englischer Staatsmann und Schriftsteller († 1628)
- 10./11. Oktober: Arnold II. (IV.), Graf von Bentheim-Tecklenburg († 1606)
- 20. Oktober: Bálint Balassa, ungarischer Dichter († 1594)
- 23. Oktober: Georg Limnäus, deutscher Mathematiker, Astronom und Bibliothekar († 1611)
- 30. November: Philip Sidney, englischer Höfling, Soldat und Schriftsteller († 1586)
- 2. Dezember: William Paddy, königlicher Arzt in England († 1634)
- 17. Dezember: Ernst von Bayern, Erzbischof von Köln († 1612)
- 19. Dezember: Philipp Wilhelm von Oranien-Nassau, Fürst von Oranien und Graf von Nassau († 1618)

### Genaues Geburtsdatum unbekannt
- März: Richard Hooker, englischer anglikanischer Theologe († 1600)
- Tüsiyetü Khan Abdai, Fürst der Khalka-Mongolen und ein Dschingiside († 1588)
- Diane d’Andouins, französische Adelige und Mätresse des französischen Königs Heinrich IV. († 1620)
- Sebastian von Bergen, Jurist und Staatsmann († 1623)
- Jan Brandt, polnischer Theologe und Komponist († 1602)
- Augustin Cranach, deutscher Maler († 1595)
- Jean Errard de Bar-le-Duc, französischer Mathematiker, Ingenieur und Festungsbaumeister († 1610)
- Jacques de Lévis, comte de Caylus, französischer Adeliger, Seneschall von Rouergue und Teilnehmer am Duell der Mignons († 1578)
- Johannes Neldel, deutscher Rhetoriker, Logiker, Rechtswissenschaftler und Philosoph († 1612)
- Hieronymus Nymmann, deutscher Mediziner († 1594)
- Walter Raleigh, englischer Freibeuter († 1618)
- Francis Throckmorton, Verschwörer gegen Elizabeth I. von England († 1584)

## Gestorben

### Januar bis Mai

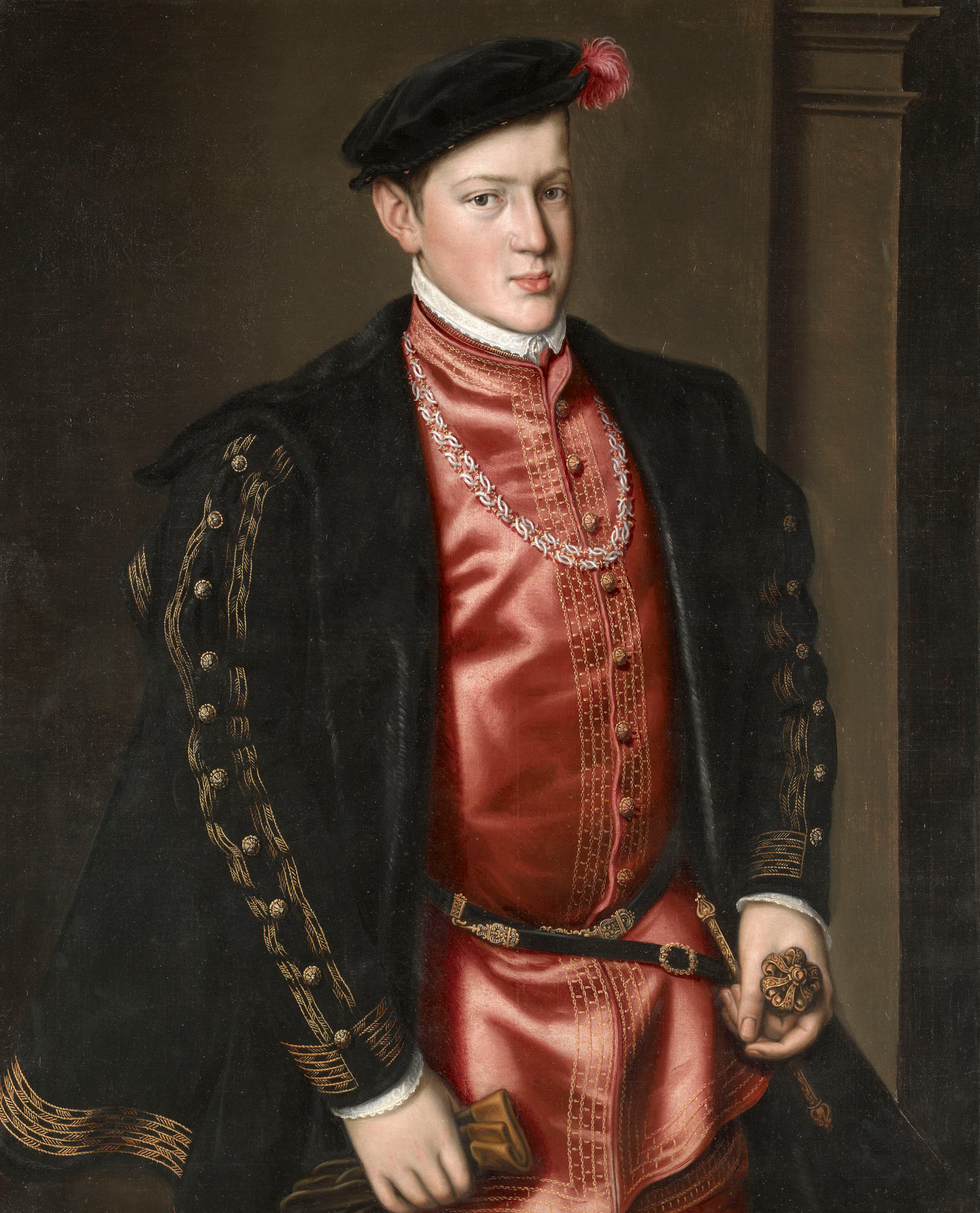
Johann Manuel von Portugal, Anthonis Mor, um 1552/54

- 2. Januar: Johann Manuel von Portugal, portugiesischer Thronfolger (* 1537)
- 16. Januar: Ambrosius Moibanus, deutscher Humanist, evangelischer Theologe und Reformator (* 1494)
- 16. Januar: Christiern Pedersen, dänischer Humanist und Schriftsteller (* 1480)
- 6. Februar: Arnold von Bruck, franko-flämischer Komponist, Kapellmeister und Kleriker (* um 1490)
- 12. Februar: Guildford Dudley, englischer Adeliger und Verschwörer, Ehemann Jane Greys (* um 1535)
- 12. Februar: Jane Grey, Königin von England (* 1537)
- 17. Februar: Johann Ghogreff, deutscher Humanist und Kanzler von Jülich-Kleve-Berg (* um 1499)
- 21. Februar: Hieronymus Bock, saarländischer Botaniker, lutherischer Prediger und Arzt (* 1498)
- 21. Februar: Sibylle von Jülich-Kleve-Berg, Kurfürstin von Sachsen (* 1512)
- 23. Februar: Henry Grey, 1. Duke of Suffolk, englischer Adeliger und Verschwörer, Vater Jane Greys (* 1517)
- 1. März: Christoph Ering, deutscher Theologe und Reformator (* 1491)

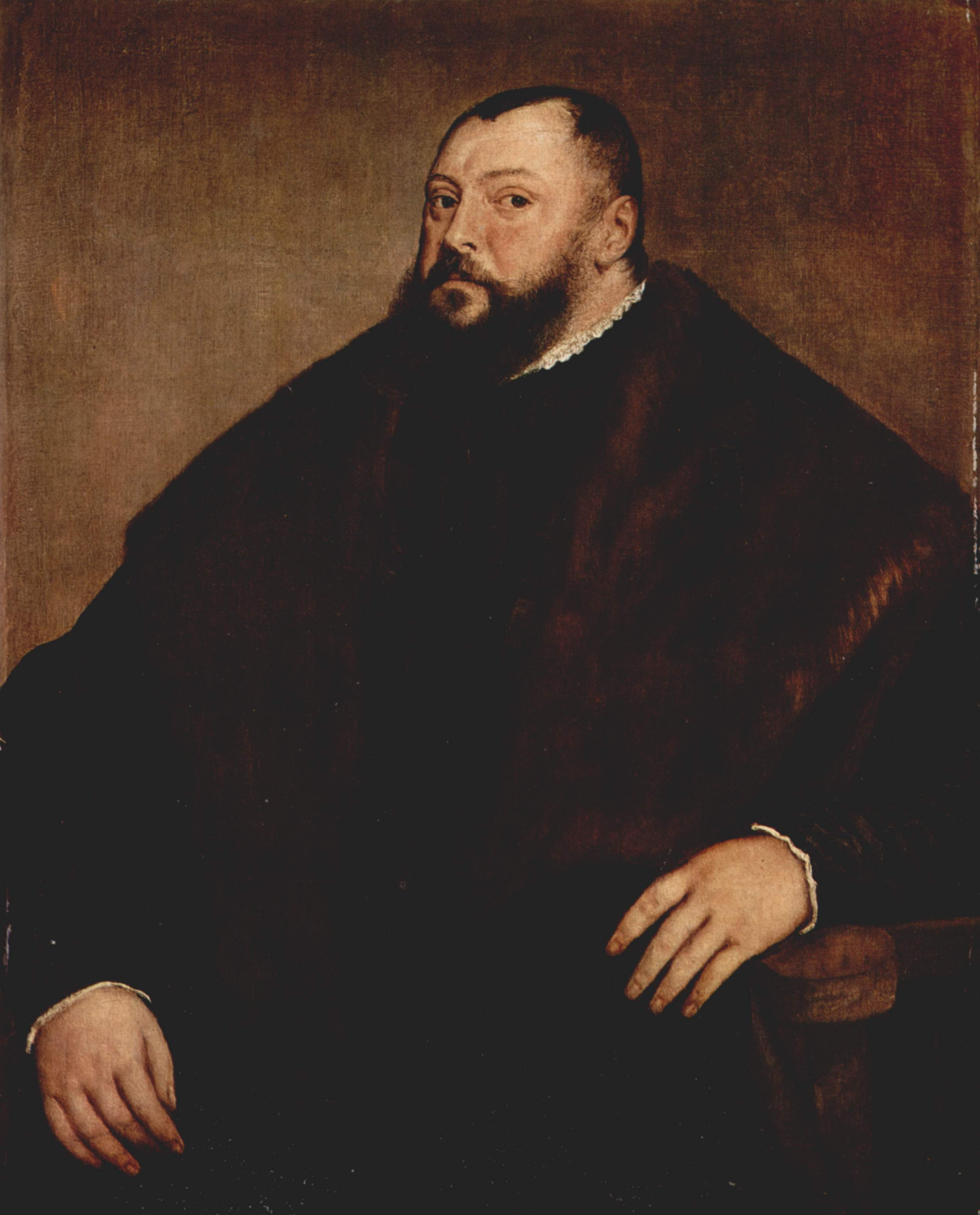
Kurfürst Johann Friedrich, Tizian, um 1550

- 3. März: Johann Friedrich I., Kurfürst und Herzog von Sachsen (* 1503)
- 2. April: Gottfried Werner von Zimmern, deutscher Adeliger (* 1484)
- 11. April: William Thomas, englischer Gelehrter und Verschwörer
- 11. April: Thomas Wyatt, englischer Adeliger und Rebell (* 1521)
- 18. April: David Lyndsay, schottischer Dichter (* um 1490)
- 23. April: Gaspara Stampa, italienische Dichterin (* um 1523)
- 4. Mai: Johann Eck, deutscher evangelischer Theologe und Reformator (* um 1494)
- 19. Mai: Heinrich IV. von Plauen, Oberstkanzler von Böhmen, Burggraf von Meißen, Herr von Plauen, Gera, Greiz, Schleiz und Lobenstein (* 1510)
- 21. Mai: Juan de Saavedra, spanischer Konquistador

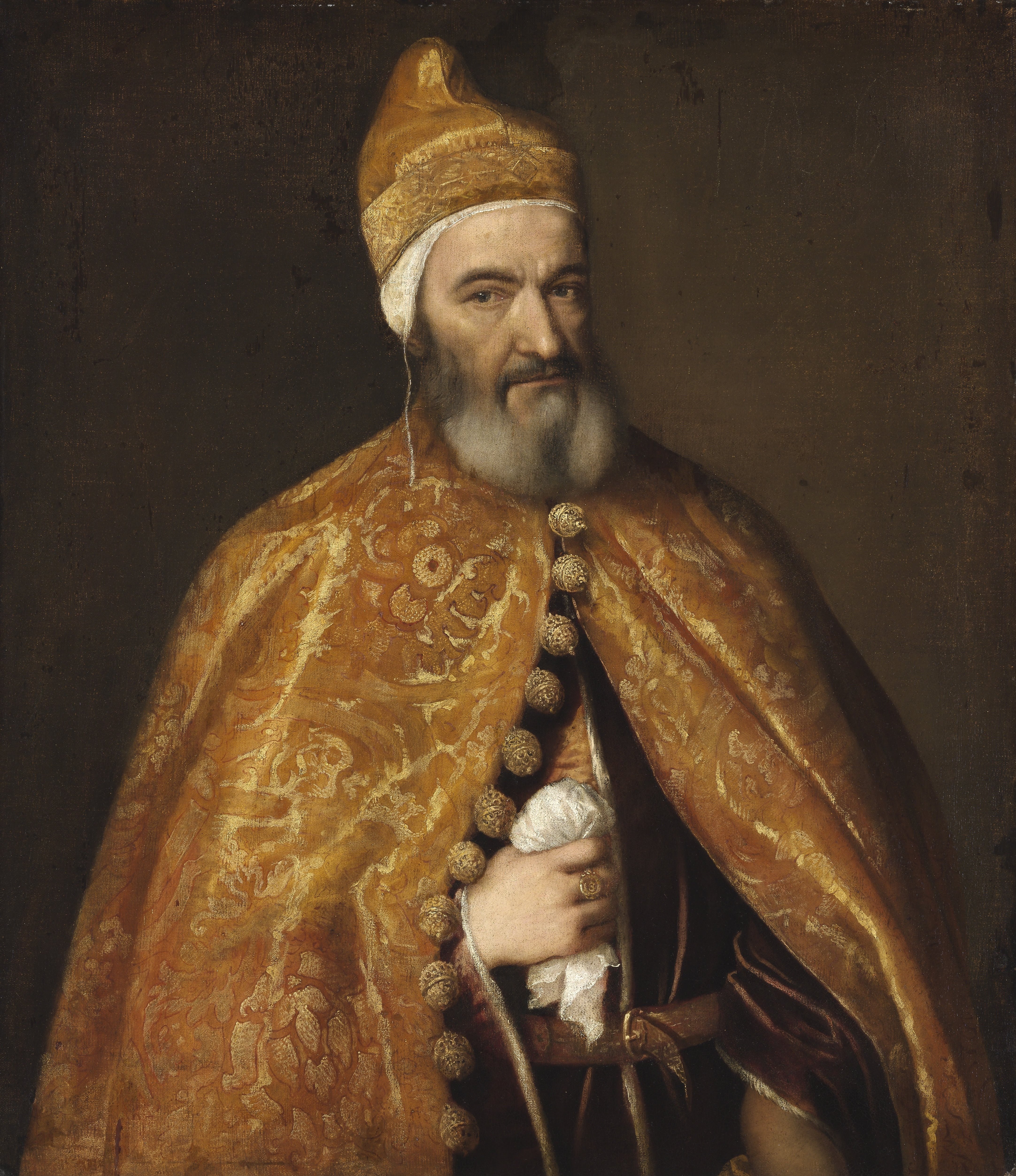
Marcantonio Trevisan, Tizian, um 1554

- 31. Mai: Marcantonio Trevisan, 80. Doge von Venedig (* 1475)

### Juni bis Dezember
- 6. Juni: Hieronymus Schurff, deutscher Jurist (* 1481)
- 19. Juni: Sixtus Birck, deutscher Dramatiker (* 1501)
- 19. Juni: Philipp II., Graf von Nassau-Saarbrücken (* 1509)
- 28. Juni: Leone Strozzi, italienischer Malteserritter, Diplomat in Konstantinopel und Admiral der französischen Marine (* 1515)
- 19. Juli: Sebastian Neidhart, Augsburger Kaufmann (* 1496)
- 8. August: Theobald Billicanus, deutscher Theologe, Jurist und Reformator (* um 1493)
- 19. August: Gerolamo Querini, Patriarch von Venedig (* 1468)
- 22. August: Francisco Vásquez de Coronado, spanischer Konquistador (* 1510)
- 25. August: Thomas Howard, 3. Duke of Norfolk, englischer Adeliger und Politiker (* 1473)
- 21. September: Alessandro Campeggi, italienischer Kardinal (* 1504)
- September: Matthias Apiarius, deutsch-schweizerischer Buchdrucker, Verleger und Komponist
- 29. Oktober: Rosine von Baden, Gräfin von Haigerloch sowie Freifrau von Ow zu Wachendorf (* 1487)
- 22. November: Islam Shah Suri, Sultan von Delhi (* um 1510)
- 25. November: Johann Riebling, deutscher lutherischer Theologe und Reformator (* 1494)
- Dezember: Alessandro Moretto gen. Moretto da Brescia, italienischer Maler (* um 1498)

### Genaues Todesdatum unbekannt
- Hans Gerle, deutscher Lautenist und Komponist (* um 1498)
- Pedro de Cieza de León, spanischer Konquistador, Chronist und Historiker Perus (* um 1520)
- John Palsgrave, englischer Gelehrter (* um 1480)
- Josel von Rosheim (Joselmann Ben Gerschon Loans), Vertreter der jüdischen Gemeinden im Heiligen Römischen Reich Deutscher Nation und in Polen, (* 1476)
- Hugh Willoughby, englischer Offizier und Expeditionsleiter auf der Suche nach der Nordostpassage

### Gestorben um 1554
- 1554 oder 1555: Piri Reis, osmanischer Admiral und Kartograf (* 1465)